# Höhlengebiet im Kleinen Deister
Das Höhlengebiet im Kleinen Deister ist ein Naturschutzgebiet in der niedersächsischen Stadt Springe in der Region Hannover.

## Allgemeines
Das Naturschutzgebiet mit dem Kennzeichen NSG HA 244 ist circa 109 Hektar groß. Es ist nahezu deckungsgleich mit dem knapp 107 Hektar großen, gleichnamigen FFH-Gebiet. Das Naturschutzgebiet wurde zum 14. Dezember 2018 ausgewiesen. Es ersetzt im Geltungsbereich der Naturschutzverordnung das bisherige Naturschutzgebiet „Saupark“, von dem es vollständig umgeben ist. Zuständige untere Naturschutzbehörde ist die Region Hannover.

## Beschreibung
Das Naturschutzgebiet liegt südlich von Springe auf dem Kleinen Deister, einem Höhenzug des Calenberger Berglandes, innerhalb des historischen Jagdgebietes Saupark. Es stellt nach Nordosten exponierte Hänge des Kleinen Deisters unter Schutz. Innerhalb des Schutzgebietes befindet sich eine rund zwei Kilometer lange Kalkklippenkante. Auf den Hängen des Kleinen Deisters stockt im Naturschutzgebiet überwiegend Waldmeister-Buchenwald. An steilen, steinschutzreichen und felsigen Hängen sind Schlucht- und Hangmischwälder schattiger Ausprägung vorherrschend. Hier gesellen sich Berg- und Spitzahorn sowie Bergulme und Sommerlinde zur sonst vorherrschenden Rotbuche. Die Krautschicht wird von Bärlauch, Hohlem Lerchensporn und Buschwindröschen gebildet. In den Schluchtwäldern gesellen sich dazu Christophskraut, Ausdauerndes Silberblatt, Zerbrechlicher Blasenfarn und Hirschzungenfarn. Die Wälder im Naturschutzgebiet sind größtenteils ihrer natürlichen Entwicklung überlassen. Sie verfügen über einen hohen Alt- und Totholzanteil.
An den Steilwänden der Kalkfelsen haben sich zahlreiche Höhlen gebildet. Sie sind von besonderer Bedeutung für verschiedene Fledermausarten wie Großes Mausohr, Teichfledermaus, Wasserfledermaus, Kleine Bartfledermaus, Große Bartfledermaus, Fransenfledermaus und Braunes Langohr. Die Felsen sind Brutrevier des Uhus. An den Steilwänden siedeln Farne, Moose und Habichtskräuter sowie Mauerraute. Das Naturschutzgebiet ist auch Lebensraum der Wildkatze, des Schwarzspechts und anderer Spechte.

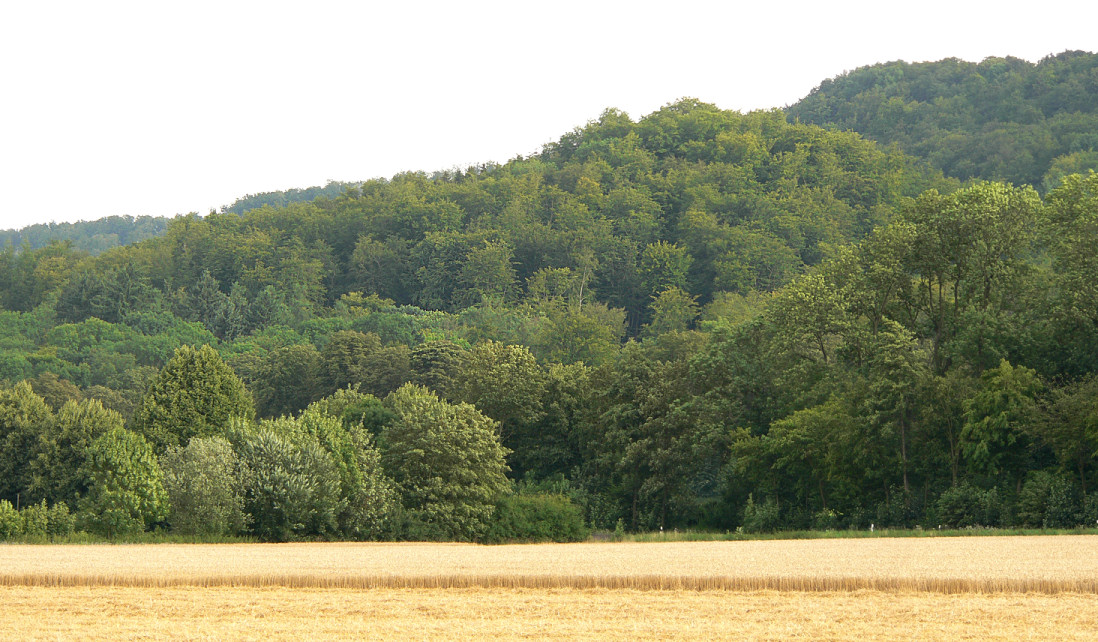
Blick zum Hallermundskopf

Im Naturschutzgebiet sind zahlreiche Quellen, teilweise auch Kalktuffquellen, zu finden. Die Quellbereiche sind Lebensraum der Quelljungfer und anderer hochspezialisierter Arten, darunter Alpenstrudelwurm und Höhlenflohkrebsen sowie Sumpfkäfer, Steinfliegen und Köcherfliegen. An Stellen, in denen die Bäche aufgestaut sind, siedeln Berg- und Fadenmolch. In den Quellbereichen siedeln standorttypische Moose. Die feuchten Bachtäler sind Lebensraum des Feuersalamanders. Weiterhin beherbergt das Naturschutzgebiet zahlreiche Gehäuseschnecken sowie verschiedene Schmetterlings-, Käfer- und Spinnenarten.
Das Naturschutzgebiet ist vollständig von weiteren Wäldern des Naturschutzgebietes „Saupark“ umgeben. Durch das Gebiet verlaufen mehrere Wege. Der Hallermundskopf mit Resten der Burg Hallermund befindet sich innerhalb des Naturschutzgebietes.